# Championnats de France d'hiver de natation 1963
Navigation
Paris été 1962 Paris été 1963
Les championnats de France d'hiver de natation 1963 se tiennent à la piscine Vallier de Marseille, un bassin de 25 mètres. La première édition des championnats de France de natation a lieu en 1899 et ils se déroulent annuellement. Durant la période de 1961 à 1996 deux éditions ont lieu par an, les championnats de France d'hiver et d'été.

## Résultats
|                   | Homme             | Homme         | Femme             | Femme         |
| Épreuve           | Nageur            | Résultat      | Nageur            | Résultat      |
| ----------------- | ----------------- | ------------- | ----------------- | ------------- |
| 50 m nage libre   | Alain Gottvallès  | 25 s 2        | Brigitte Pommat   | 30 s 8        |
| 100 m nage libre  |                   |               |                   |               |
| 200 m nage libre  | Gérard Gropaiz    | 2 min 05 s 4  | Annie Vanacker    | 2 min 28 s 2  |
| 400 m nage libre  |                   |               |                   |               |
| 800 m nage libre  |                   |               | Annie Vanacker    | 10 min 34 s 5 |
| 1500 m nage libre | Marcel Louvet     | 18 min 21 s 9 |                   |               |
| 50 m dos          |                   |               |                   |               |
| 100 m dos         | Robert Christophe | 1 min 02 s 2  |                   |               |
| 200 m dos         |                   |               | Christine Caron   | 2 min 36 s 8  |
| 50 m brasse       |                   |               |                   |               |
| 100 m brasse      | George Kiehl      | 1 min 11 s 9  | Amélie Mirkowitch | 1 min 22 s 6  |
| 200 m brasse      |                   |               |                   |               |
| 50 m papillon     |                   |               |                   |               |
| 100 m papillon    | Yves Mack         | 1 min 01 s 8  |                   |               |
| 200 m papillon    |                   |               | Amélie Mirkowitch | 3 min 04 s 9  |
| 200 m 4 nages     | Robert Christophe | 2 min 25 s 0  | Danièle Dorléans  | 2 min 46 s 2  |
| 400 m 4 nages     |                   |               |                   |               |